# 察兀儿
察兀儿（?—?），成吉思汗第七子，母亲也速干皇后。 
察兀儿早早夭折，没有像阔列坚乃至金帐汗国的始祖术赤、察合台汗国的创始人察合台、元太宗窝阔台、元睿宗拖雷，成为一方霸主。 

## 资料来源
- 《新元史》